# Heinrich Crodel
Paul Heinrich Crodel (* 23. Oktober 1892 in Marseille; † 1. April 1945 in Messow) war ein deutscher Sozialwissenschaftler.

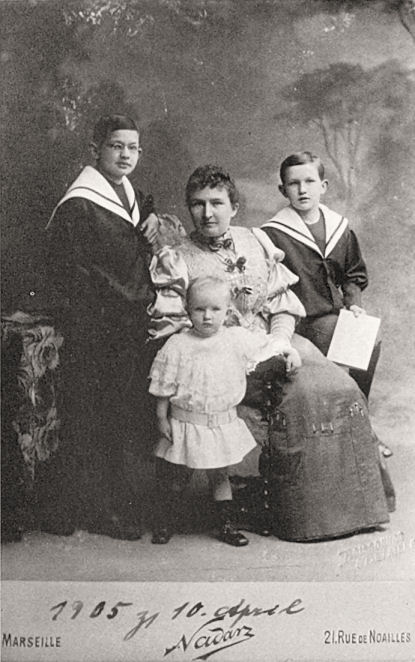
Jugendbildnis Heinrich Crodel (links) mit seiner Mutter Marie geb. Mengert und seinen Brüdern, Marseille 1905 (Aufnahme: Nadar, Marseille)

Heinrich Crodel wuchs zunächst in Marseille auf, wo sein Vater Carl Richard Crodel († 1914) als Großkaufmann und deutscher Konsul tätig war, später in Jena; seine Brüder waren Charles Crodel (1894–1973) und Richard Crodel (1903–1944). Er wurde 1921 an der Universität Köln promoviert. Er war verheiratet mit Helene Müller von Berneck.

## Schriften
- Heinrich Crodel: Die Erwerbslosenfürsorge. In: Die Neue Zeit Jg. 38, 1920, Nr. 17 (Digitalisat).
- Paul Heinrich Crodel: Die Umzugsbewegung, dargestellt an den Verhältnissen Gross-Kölns unter Hinzuziehung anderer Großstädte. Dissertation Universität Köln 1921.